# Osioł (postać filmowa)
Osioł – fikcyjna postać z cyklu pełnometrażowych i krótkometrażowych filmów animowanych Shrek. Jest mężem Smoczycy, z którą ma szóstkę dzieci (krzyżówki Smoczycy i Osła).

## Wczesne życie
Niewiele wiadomo o życiu Osła. W drugiej części opowiedział o tym jak został sprzedany za ziarna magicznej fasoli, zaś później Krzyś i Prosiaczek chcieli mu przeszczepić ogon (wówczas przypomina to sytuację Kłapouchego z Kubusia Puchatka).

## Shrek
Osioł jest przyjacielem Shreka. Poznali się w pierwszej części filmu, gdy właścicielka Osła chciała go sprzedać na targu baśniowych postaci rycerzom Lorda Farquaada. Osioł pomaga Shrekowi uwolnić ze smoczej wieży królewnę Fionę, następnie zaś nie dopuszcza do jej małżeństwa z Lordem. W tej części osioł żeni się ze Smoczycą. Jest daltonistą. Uwielbia kremówki i tort, chciałby nosić własne ubrania i piekielnie boi się ognia.

## Shrek 3-D
Osioł pojawia się w różnych częściach filmu. Towarzyszy Shrekowi i Fionie.

## Shrek 2
Osioł ze Shrekiem i Fioną udają się do Zasiedmiogórogrodu, gdzie mieszkają rodzice Fiony, władcy tej krainy. Osioł razem z nowo poznanym Kotem w Butach pomagają Shrekowi w porozumieniu się z teściem i udaremnieniu intryg Wróżki Chrzestnej podczas której osioł zamienia się w pięknego rumaka.
Na zakończenie filmu pojawiają się dzieci Smoczycy i Osła.

## Shrek Trzeci
Kiedy teść Shreka – król Harold zaczyna chorować, Shrek jest wzięty pod uwagę jako dziedzic jego ziem. Nie mając jednak zamiaru rezygnować z ukochanego bagna, Shrek rekrutuje swoich przyjaciół, Osła i Kota w Butach, aby usadzili na tronie buntowniczego Artura jako nowego króla. Księżniczka Fiona, natomiast staje na czele grupy koleżanek, aby odeprzeć zamach stanu przygotowywany przez porzuconego Księcia z bajki, który ich zauważa i zamyka w lochu. Na szczęście Kot w butach i Osioł odkrywają ich plany i wydostają królewny z lochu. W trzeciej części występuje też przypadkowa zmiana ciał; Osioł jest w ciele Kota w butach i na odwrót. Czarnoksiężnik naprawiając swój błąd pozostawia obce postaciom ogony.

## Pada Shrek
Osioł pojawia się w domu Shreka. Wraz z żoną Smoczycą i swoimi dziećmi towarzyszy jego rodzinie w zimowych spacerach, podczas przygotowań do uczty wigilijnej oraz przy samej wieczerzy.

## Shrek Forever
Shrek przenosi się do innego świata. Osioł pracuje jako szofer u wiedźm. Osioł wyrywa się i ucieka od niego. Po rozmowie zaprzyjaźniają się i są przyjaciółmi. Osioł pomaga Shrekowi odzyskać Fionę.